# Kurt Møller
Kurt Nikolai Møller (6. november 1919 i Faxe – 12. maj 1997) var en dansk advokat. Han var medlem af Danmarks Idræts-Forbunds bestyrelse fra 1964-1978, og han bestred formandsposten fra 1969-1978.
Kurt Møller var endvidere formand for Idrættens Forskningsråd fra 1970-1981.